# Duché de Franco
Le duché de Franco (en espagnol : Ducado de Franco) est un ancien titre nobiliaire espagnol avec grandesse d'Espagne créé le 26 novembre 1975 par le roi Juan Carlos Ier et attribué à María del Carmen Franco y Polo, alors marquise consort de Villaverde, en mémoire de son père, Francisco Franco, chef de l'État espagnol entre 1939 et 1975. Il est supprimé le 21 octobre 2022 par la loi sur la mémoire démocratique.

## Liste des titulaires
|                              | Titulaire                       | Période                      |
| Création par Juan Carlos Ier | Création par Juan Carlos Ier    | Création par Juan Carlos Ier |
| ---------------------------- | ------------------------------- | ---------------------------- |
| I                            | Carmen Franco y Polo            | 1975-2017                    |
| II                           | Carmen Martínez-Bordiú y Franco | 2018-2022                    |

## Histoire des duchesses de Franco
- María del Carmen Franco y Polo, fille de Francisco Franco Bahamonde et María del Carmen Polo y Martínez-Valdés. Mariée à Cristóbal Martínez-Bordiú, marquis de Villaverde. Le roi Juan Carlos lui accorde le titre de duchesse de Franco le 23 novembre 1975.
- Carmen Martínez-Bordiú y Franco sollicite le 7 mars 2018, le titre de duchesse de Franco et la dignité de grande d'Espagne, portés par sa mère, décédée en décembre 2017[2]. Le ministre de la Justice Rafael Catalá signe l'acte de succession du duché de Franco le 31 mai 2018[1] qui est publié au Bulletin officiel du 4 juillet suivant[3]. Son titre lui est retiré le 21 octobre 2022 avec l'entrée en vigueur de la loi sur la mémoire démocratique[4].